# Wesoły jarmark
Wesoły jarmark (ros. Кубанские казаки) – radziecka komedia muzyczna z 1949 roku w reżyserii Iwana Pyrjewa.

## Opis fabuły
W czasie jesiennego jarmarku międzykołchozowego spotyka się stajenny Nikołaj i przodująca kołchoźnica Dasza. Ich uczucie napotka szereg przeszkód, w tym ze strony przewodniczących kołchozów, którzy nie chcą stracić wzorowych pracowników. Na szczęście przewodniczący kołchozu, gdzie pracuje Dasza jest zakochany w Galinie, która kieruje kołchozem, w którym pracuje Nikołaj.

## Obsada
- Marina Ładynina jako Galina Jermołajewna Pierieswietowa
- Siergiej Łukjanow jako Gordiej Gordiejewicz Woron
- Władimir Wołodin jako Anton Mudrecow
- Kłara Łuczko jako Dasza Szelest
- Jekatierina Sawinowa jako Luboczka
- Władlen Dawidow jako Nikołaj
- Andriej Pietrow jako Wasia Tuzow
- Jurij Lubimow jako Andriej
- Jelena Sawicka jako Nikanorowna
- Władimir Dorofiejew jako Kuźma Afanasijewicz
- Siergiej Blinnikow jako Marko Dergacz
- Boris Andriejew jako Fedia Grusza